# Aoufous
Aoufous  (in arabo اوفوس‎?) è un centro abitato e comune rurale del Marocco situato nella provincia di Errachidia, regione di Drâa-Tafilalet. Conta una popolazione di 10 424 abitanti (censimento 2014).